# Benátská komise
Benátská komise je poradní orgán Rady Evropy pro otázky ústavního práva. V květnu 1990 ji založilo 18 členských států Rady Evropy. Oficiální název instituce zní Evropská komise pro demokracii prostřednictvím práva, název Benátská komise odkazuje k jejím každoročním zasedáním v tomto severoitalském městě.
Úkolem Benátské komise je poskytovat právní pomoc svým členských státům nebo státům, které si přejí ve svém právním pořádku dosáhnout evropského standardu na poli demokracie, lidských práv a právního státu (vlády práva). Rovněž pomáhá rozšiřování a upevňování obecných ústavněprávních zásad a při jejich střetech. Poskytuje též akutní právní pomoc během transformace právního systému státu.
Komisi tvoří 61 členských států. 47 z nich jsou členové Rady Evropy, dalších 13 je mimoevropských a členem je i Kosovo, které nemá jasné mezinárodní uznání a není členem Rady Evropy. Evropská komise a Úřad OBSE pro demokratické instituce a lidská práva (ODIHR) se účastní plenárních zasedání.
V Komisi zasedají vysokoškolští pedagogové se zaměřením na veřejné a mezinárodní právo, soudci nejvyšších a ústavních soudů, politici a řada státních úředníků. Jednotlivé členy jmenují samotné státy na čtyřleté funkční období, nesmějí jim ale udílet příkazy. Od prosince 2009 zastává post prezidenta Ital Gianni Buquicchio.
Stálý sekretariát sídlí ve Štrasburku, plenární zasedání se konají v benátském Scuola Grande di San Giovanni Evangelista (prostory laického bratrského řádu, viz článek v anglické wiki)  čtyřikrát za rok (březen, červen, říjen, prosinec).
Českou republiku v Komisi v letech 1992 až 2010 zastupoval Cyril Svoboda. V současnosti tento post zastává Veronika Bílková z pražské právnické fakulty, jejím zástupcem je soudce Ústavního soudu Tomáš Langášek.